# 李経方

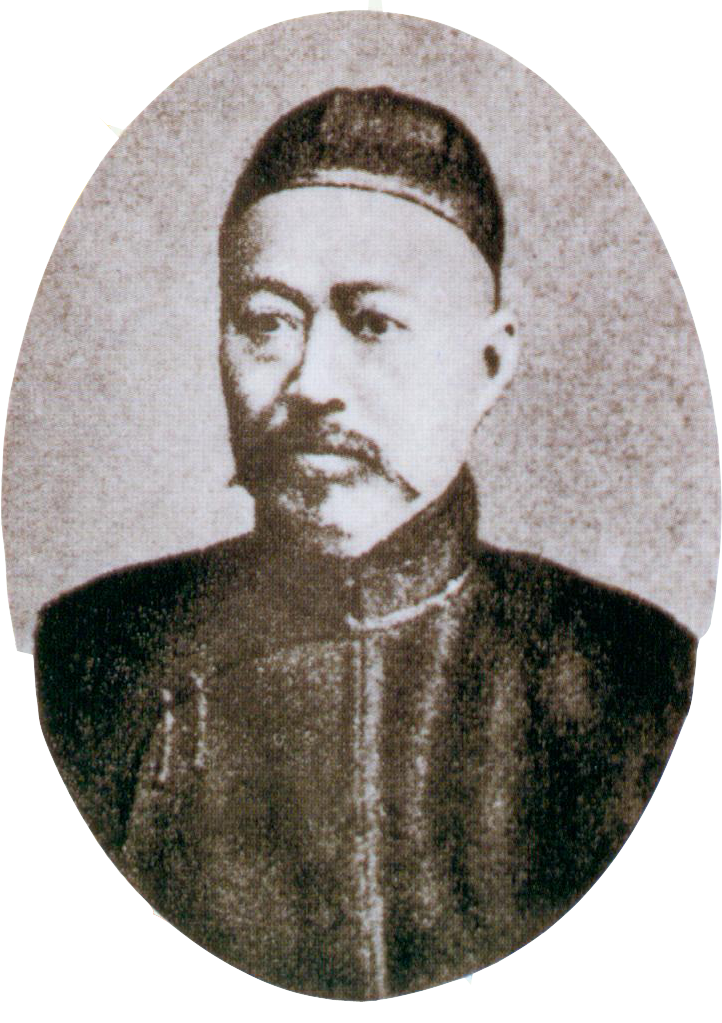
李経方

李 経芳/李 経方（り けいほう、リー・ジンファン、1855年 - 1934年9月28日）は、清末の官僚・外交官。字は伯行、号は端甫。安徽省廬州府合肥県磨店郷出身。李鴻章の弟李昭慶の子で、同治元年（1862年）に伯父李鴻章の養子となる。

## 略歴
光緒3年（1877年）から天津の直隷総督衙門で洪汝奎について学んだ。光緒8年（1882年）に挙人となり、李鴻章の下で外交事務を担当した。光緒12年（1886年）から駐英公使の随員としてイギリスに赴いた。
光緒16年（1890年）より駐日公使に就任。光緒21年（1895年）3月20日より次席全権として李鴻章と共に下関春帆楼での日清講和会議に参加し、4月17日、講和条約（下関条約）に調印した。李鴻章狙撃事件ののちは、療養中の李鴻章に代わって交渉実務の中心となることもあった。台湾割譲の全権委員にも任じられ、6月2日、基隆沖に停泊していた日本船「西京丸」上で初代台湾総督樺山資紀との間に台湾接受の手続きを行った。樺山が「何故台湾に上陸しないのか」と問いかけた所、李経方は「上陸すれば台湾住民に暗殺されるだろう」と答えたという。
光緒31年（1905年）に商約大臣となり、光緒33年（1907年）には駐英公使となった。宣統3年（1911年）、郵伝部左侍郎となった。それまで郵政事業は外国人が担当していたが、交渉の結果、李経方が漢人ではじめての郵政総局局長となった。清朝滅亡後は実業家に転向した。

## 著書
- 『李襲侯遺集』
- 『安徽全省鉄路図説』